# New Trolls
New Trolls – właśc. I New Trolls – włoski zespół rocka progresywnego lat 70. Jego najbardziej znaczącym albumem w ramach tego gatunku jest Concerto grosso per i New Trolls. Pod koniec lat 70. zespół zwrócił się ku lżejszej odmianie rocka, mianowicie pop-rockowi, zachowując jednocześnie pewne elementy progresywnego rocka, jak wirtuozeria techniczna i śpiew polifoniczny (por. „Bohemian Rhapsody” zespołu Queen).
Zespół powstał w 1966 roku w Genui pod nazwą Trolls jako wspólny pomysł Pino Scarpettiniego (instrumenty klawiszowe) i Vittorio De Scalziego (śpiew i gitara). W skład grupy weszli ponadto: Ugo Guidi (śpiew i gitara basowa), Giulio Menin (perkusja) i Piero Darini (gitara i (śpiew).
Jeszcze w tym samym roku zespół nagrał swój pierwszy singel „Dietro la nebbia”/„Questa sera”.
W 1967 grupa zmieniła nazwę na New Trolls; zmianie uległ też skład grupy. Vittorio De Scalziemu towarzyszyli nowi członkowie: Nico Di Palo (śpiew i gitara), Giorgio D'Adamo gitara basowa), Mauro Chiarugi (instrumenty klawiszowe) i Gianni Belleno (perkusja i chórki).
W latach 70. i późniejszych zespół wielokrotnie zmieniał skład, a jego styl ewoluował stopniowo w stronę pop-rocka, pozostał jednak ciągle aktywna na włoskiej scenie muzycznej.

## Skład zespołu na przestrzeni lat

### 1967 – 1970
- Vittorio De Scalzi – śpiew, gitara
- Nico Di Palo – śpiewm gitara
- Giorgio D'Adamo – gitara basowa
- Mauro Chiarugi – instrumenty klawiszowe
- Gianni Belleno – perkusja, chórki

### 1970 – 1972
- Vittorio De Scalzi – śpiew, instrumenty klawiszowe, gitara, flet poprzeczny
- Nico Di Palo – śpiew, gitara
- Giorgio D'Adamo – gitara basowa
- Gianni Belleno – perkusja i chórki

### 1972
- Vittorio De Scalzi – gitara
- Nico Di Palo – śpiew, gitara
- Frank Laugelli – gitara basowa
- Maurizio Salvi – instrumenty klawiszowe
- Gianni Belleno – perkusja i chórki

### 1975 – 1976
- Vittorio De Scalzi – śpiew, instrumenty klawiszowe, gitara, flet poprzeczny
- Nico Di Palo – śpiew, gitara
- Ricky Belloni – śpiew, gitara
- Giorgio D'Adamo – gitara basowa
- Gianni Belleno – perkusja, śpiew

### koniec 1976
- Vittorio De Scalzi – śpiew, instrumenty klawiszowe
- Ricky Belloni – śpiew, gitara
- Giorgio D'Adamo – gitara basowa
- Gianni Belleno – perkusja, śpiew

### 1977 – 1980
- Vittorio De Scalzi – śpiew, instrumenty klawiszowe
- Nico Di Palo – śpiew, gitara
- Ricky Belloni – śpiew, gitara
- Giorgio D'Adamo – gitara basowa
- Gianni Belleno – perkusja, śpiew
- Giorgio Usai – śpiew, instrumenty klawiszowe

### 1981 – 1990
- Vittorio De Scalzi – śpiew, instrumenty klawiszowe, gitara
- Nico Di Palo – śpiew, gitara
- Ricky Belloni – śpiew, gitara, gitara basowa
- Gianni Belleno – perkusja, śpiew

Po odejściu Giorgio D'Adamo w 1981 roku New Trolls nie mieli stałego basisty aż do 1996 roku; angażują doraźnie muzyków sesyjnych (m.in.Beppe Quirici, Flavio Piantoni e Flavio Scopaz).

### 1991
- Vittorio De Scalzi – śpiew, instrumenty klawiszowe, gitara
- Ricky Belloni – śpiew, gitara
- Gianni Belleno – perkusja, śpiew

### 1992 – 1995
- Vittorio De Scalzi – śpiew, instrumenty klawiszowe
- Nico Di Palo – śpiew, gitara, gitara basowa
- Ricky Belloni – śpiew, gitara, gitara basowa
- Alfio Vitanza – perkusja, śpiew

### 1996 – 1997
- Vittorio De Scalzi – śpiew, instrumenty klawiszowe, gitara akustyczna
- Nico Di Palo – śpiew, gitara
- Roberto Tiranti – śpiew, gitara basowa
- Alfio Vitanza – perkusja, śpiew

### od listopada 2006
- Vittorio De Scalzi – śpiew, instrumenty klawiszowe, gitara akustyczna
- Nico Di Palo – śpiew, instrumenty klawiszowe
- Alfio Vitanza – perkusja, śpiew
- Andrea Maddalone – gitara, śpiew
- Mauro Sposito – gitara, śpiew
- Francesco Bellia – gitara basowa, śpiew

## Dyskografia

### Albumy: LP, CD i DVD
- 1968 – Senza orario senza bandiera
- 1970 – New Trolls (zbiór singli)
- 1971 – Concerto grosso per i New Trolls
- 1972 – Searching for a Land (2 LP, live)
- 1972 – Ut
- 1975 – New Trolls (antologia, 2 LP)
- 1976 – Concerto grosso n.2
- 1976 – Live
- 1977 – Revival (antologia)
- 1978 – Aldebaran
- 1979 – New Trolls
- 1981 – FS
- 1983 – America O.K.
- 1985 – Tour (live, zawiera singel Faccia di cane)
- 1987 – New Trolls story (antologia)
- 1987 – New Trolls raccolta (antologia)
- 1988 – Amici
- 1989 – Quella carezza della sera (antologia)
- 1992 – Quelli come noi (antologia, zawiera singel Quelli come noi)
- 1994 – Singles A's & B's (zbiór singli)
- 1996 – Il sale dei New Trolls
- 1996 – Concerto Grosso e raccolta (antologia)
- 1997 – Il meglio (antologia)
- 2007 – Concerto grosso: The Seven Seasons
- 2007 – Concerto grosso: The Seven Seasons (wersja winylowa jako 2 LP)
- 2007 – Concerto grosso Trilogy Live (zestaw: 1 DVD + 2 CD – live, Trieste, 05/08/2007)